# Martin-Luther-Medaille
Die Martin-Luther-Medaille ist eine von der Evangelischen Kirche in Deutschland (EKD) als Würdigung für herausragendes Engagement für den Protestantismus verliehene Auszeichnung. Der Beschluss zur Stiftung der Medaille wurde im September 2008 gefasst; die Verleihung ist im Rahmen der Luther-Dekade bis zum Reformationsjubiläum 2017 vorgesehen. Vorschlagsrecht für Kandidaten haben die Mitglieder der Synode und des Rates der EKD sowie die Mitglieder der Kirchenkonferenz. Die Verleihung erfolgt jährlich am Reformationstag an wechselnden Orten.

## Preisträger
- 1991: Erwin Kruk
- 2008: Klaus-Peter Hertzsch
- 2009: Richard von Weizsäcker
- 2010: Astrid Hahn, Barbara Lambrecht-Schadeberg und Cornelia Schäfer
- 2011: Harald Bretschneider
- 2012: Helmuth Rilling
- 2013: Jerzy Buzek
- 2014: Renate Schmidt
- 2015: Horst Köhler und Eva Luise Köhler
- 2016: Karl Lehmann[1][2]